# Widerstand (Psychotherapie)
Widerstand bezeichnet in der Psychotherapie das ablehnende Erleben und/oder Verhalten eines Patienten gegenüber der Behandlung, einem bestimmten Behandlungsaspekt oder der Person des Therapeuten. Der Begriff wurde von Sigmund Freud in die Psychotherapiedebatte eingeführt, die 1895 zwischen ihm und Josef Breuer begann. In den verschiedenen psychotherapeutischen Schulen wird die aufkommende Ablehnung des Patienten gegen die Behandlung zum Teil unterschiedlich bezeichnet, gedeutet und erklärt.

## Widerstand in der Psychoanalyse
In der Psychoanalyse gilt Widerstand als ein zentrales Konzept, seine Bearbeitung und Auflösung wird als einer der wichtigen Wirkfaktoren der psychoanalytischen Behandlung angesehen. Freud verwendete den Begriff erstmals in den Studien über Hysterie (1895d). Er konzeptualisierte damit zunächst die Beobachtung, dass sich dem erwünschten Auftauchen der Erinnerung in der damals noch hypnotischen Therapie unbewusst eine Kraft entgegenstelle, die jener der ursprünglichen Verdrängung bei der Entstehung des Symptoms entspreche. Der Widerstand steht in enger Verbindung zu den Abwehrvorgängen, durch welche die neurotischen Symptome entstanden sind, ist aber nicht mit ihnen gleichzusetzen. Vielmehr handelt es sich um einen behandlungstechnischen Begriff, der eine Vielzahl von Phänomenen des Verhaltens und Erlebens bezeichnet, die in der Behandlung einen Zugang zum Unbewussten des Patienten behindern: „Was immer die Fortsetzung der Arbeit stört, ist Widerstand.“ Mit der Zeit konzeptualisierte Freud das Verstehen und die allmähliche Deutung der Widerstände als ein Spezifikum der psychoanalytischen Behandlung. Der Widerstand gehört danach ebenso regulär zur Behandlung wie die Übertragung. In den verschiedenen Formen können Widerstände in allen Phasen der Behandlung auftreten und ermöglichen es, dass in der aktuellen Behandlungssituation die individuelle Entstehung der Symptome nachvollzogen werden kann. Schon Freud unterschied verschiedene Formen des Widerstands, die sich aus unterschiedlichen Quellen, dem Ich, dem Es, dem Über-Ich und der therapeutischen Arbeit selbst speisen können. Eine erste systematische Darstellung der Widerstands- und Abwehrformen erarbeitete 1936 Anna Freud. Eine umfassende Differenzierung der verschiedenen Formen, in denen sich Widerstände manifestieren können wie z. B. das Versäumen von Therapiestunden, das Zuspätkommen, das Ausbleiben von Träumen, das Agieren oder die Langeweile, beschrieb 1967 erstmals Ralph R. Greenson. Je nachdem welche Anzeichen auf einen Widerstand hindeuten, spricht man von Assoziationswiderstand, intellektueller Widerstand, Deutungswiderstand, Übertragungswiderstand, Über-Ich-Widerstand oder Charakterwiderstand. In der Art des Widerstandes zeigt sich die Ich-Stärke, also wie reif die Abwehrmechanismen sind, über die das Ich verfügt. So wird Agieren beispielsweise als Zeichen einer Ich-Schwäche interpretiert.

### Formen des Widerstands, weitere Entwicklungen
In einer Modifikation früherer Äußerungen unterschied Freud in Hemmung, Symptom und Angst (1926d) fünf Formen des Widerstands. Dabei ging er davon aus, dass mit der Zeit weitere Formen beschreibbar werden. Sie wurden von späteren Autoren mehrfach modifiziert und erweitert.
- Der Verdrängungswiderstand: Damit werden die Formen bezeichnet, bei denen das Ich sich gegen das Aufkommen der Erinnerung und der Verbalisierung von Material richtet.[13]
- Der Widerstand, der im Zusammenhang eines sekundären Krankheitsgewinns auftreten kann: Darunter versteht Freud u. a. den ‚Vorteil‘, den ein Patient zu erzielen versucht, indem er danach strebt, die psychoanalytische Behandlung – und mit ihr den Analytiker – zum Zwecke seines Verlangens nach infantiler Befriedigung oder Erleichterung von Seiten der ihn liebevoll umsorgenden Menschen zu modifizieren.[17]
- Der Übertragungswiderstand: Dabei wird der Behandlungsprozess durch die Übertragung der frühkindlich eingeprägten Bezugspersonen auf die Person des Analytikers behindert.[13] Die Genesung anhand Diagnose und Therapie wird dabei sowohl durch eine allzu positive (erotisierte) Übertragung, als auch durch eine allzu negative, z. B. von Furcht oder Antipathie begleitete Übertragung erschwert – auch als Übertragungshassliebe bezeichnet.[16]

Diese ersten drei Widerstände bezeichnet Freud als Ich-Widerstände.
Der Begriff Übertragungswiderstand vereinigt drei Aspekte: 1. den Widerstand gegen das Bewusstwerden der Übertragung als solcher, 2. den Widerstand in Form von positiver bzw. negativer Übertragung (Hassliebe) und 3. den Widerstand gegen die endgültige Auflösung der Übertragung.
Der Widerstand gegen die Auflösung der Übertragung ergibt sich daraus, dass der Patient, sobald ihm die bislang hinter der Übertragung verborgen gebliebene Persönlichkeit des Therapeuten ahnbar zu werden beginnt, auch mit der Aussicht konfrontiert wird, Abschied von dem ins Über-Ich verinnerlichten Objekt nehmen zu sollen, das bald nach seiner Geburt zum Gegenstand starker und stärkster Affekte wurde, sei das mit ihnen verbundene Begehren positiv oder negativ. Narzisstische Hassliebe gegenüber den emotionell versagenden wiewohl für das Kind überlebensnotwendigen, es außerdem triebfeindlich erziehenden und ins Über-Ich internalisierten Bezugspersonen binden nach Freud erhebliche Mengen an Libido, die das Ich des Betroffenen freisetzen muss, wenn es wirklich etwas zur Genesung beitragen will, respektive bewusst einsetzen für die verschiedenen, triebhaften Bedürfnisse des Es im Zusammenhang des Nachholens der seelisch-emotionellen Reife.
Gelingt dies, wird nicht nur einsehbar, was das Es eigentlich von seinem Ich-Bewusstsein will, sondern führt die Freisetzung der bisher in den narzisstisch-infantilen Ambitionen des Ichs sadomasochistisch fixierten Libidoquantitäten auch zu wirklichkeitsgetreueren Vorstellungen über die wahre Beschaffenheit der umgebenden Menschen, und zwar im Hinblick auf ihre Vorzüge nicht weniger als auf ihre Schwächen und Probleme. Diese Erkenntnisse werden nach und nach ebenfalls ins Über-Ich internalisiert, denn das ist die Funktion dieser Instanz oder Organs der Seele nach Freud. Das Über-Ich kann und soll Erfahrungen in sich aufnehmen (Phänomen der „Prägung“; neurosynaptischen Abspeicherung), um das Ich künftig im Sinne einer Befriedigung der Es-Bedürfnisse zu beraten. Die Übertragung wird somit im Kontext der Widerstandsanalyse betrachtet. Der Übertragungswiderstand bildet mit der Übertragungsneurose einen gemeinsamen Strang, bzw. die zwei Pole derselben Problematik.
- Über-Ich-Widerstand: Dies sind Hemmungen, die aus Scham- und Schuldgefühlen resultieren, die dem Ich des moralisch-triebfeindlich erzogenen Über-Ichs herab einsuggeriert werden und daher den Fortschritt der Behandlung in Richtung der Befreiung des Es von seiner Verdrängtheit ins Unbewusste behindern.[13] Die Versuche der Deutung von Träumen oder anderen Verhaltens werden wenigstens partiell abgelehnt vom Ich, sobald sie dort Scham- oder Schuldgefühle hervorrufen – ergänzt von Rationalisierungen, die die Vorzüge der Moralerziehung auch im Kontext der eher säkular ausgerichteten Gesellschaftssysteme anpreisen. Näheres zum allgemein gehaltenen Charakter solcher Rationalisierungen führt Freud aus in Die Zukunft einer Illusion (1927).
- Es-Widerstand:  Widerstand gegenüber Gewohnheiten, Rationalisierungen und Funktionsweisen, deren illusorischer Gehalt in den Behandlungssitzungen diagnostisch aufgedeckt und die daher therapeutisch verändert oder ganz aufgegeben werden sollen.[21]

Fenichel unterschied 1945 zwei Arten von Ich-Widerständen:
- Der akute Widerstand: Der Patient richtet sich durch konkrete Verhaltensweisen wie Schweigen gegen die Aussagen oder Interpretationen des Analytikers.[13] Weil diese Art Widerstand konkret ist (im Sinne einer Notfallmaßnahme), kann er angesprochen und dem Patienten leichter bewusst gemacht werden als der anschließend genannte Charakterwiderstand.[13]
- Charakterwiderstand: Unabhängig von unmittelbaren Situationen drückt sich der Charakterwiderstand in der Übertragung aus.[13]

Glover (1995) unterscheidet zwischen offenkundigen und unauffälligen Widerständen:
- Offenkundige Widerstände zeigen sich in folgenden, nicht als Zufall erklärbaren Verhaltensweisen: „Verspätung, Versäumen von Stunden, Schweigen, Weitschweifigkeit, automatisches Ablehnen oder Missverstehen aller Äußerungen des Analytikers, gespielte Dummheit, ständige Zerstreutheit, Einschlafen und schließlich auch Abbruch der Behandlung“.[16]
- Unauffällige Widerstände können sich beispielsweise in scheinbarer Zustimmung zu allem oder dem Anbieten von interessantem Material ohne emotionale Beteiligung zeigen.[22]

Erik H. Erikson prägte den Begriff Identitätswiderstand, womit die Furcht des Patienten angesprochen wird, der Analytiker ihm gegenüber könne den pathogenen, wiewohl wertgeschätzen „Kern“ seiner Identität gleichsam vernichten, indem er diesen durch seine eigenen Wert- und Glücksvorstellungen unterwandert, infiltriert oder zum Zusammenbruch bringt.
Die Erweiterung des Behandlungsspektrums der Psychoanalyse veränderte den Blick auf die Widerstandsphänomene. Viele neuere Autoren kommen zu dem Schluss, dass bei Patienten mit frühen Störungen wie Widerstand wirkende Formen auf Entwicklungsdefiziten beruhen können und eine andere Funktion haben. Sie können als reparativen Versuch zur Erhaltung der Objektbeziehung gesehen werden. Entsprechend sollen sie nicht gedeutet, sondern durch empathische Begleitung überwunden werden.
Seit den 1950er Jahren finden sich Darstellungen darüber, dass nicht nur im Patienten, sondern auch im Analytiker Widerstände entstehen können, die als ein Phänomen der Gegenübertragung aufgedeckt werden müssen, um den therapeutischen Prozess nicht zu behindern. Außerdem kam im Zuge der interpersonellen Ansätze in der Psychoanalyse zunehmend in den Blick, wie auch Haltungen und Einstellungen des Analytikers bei der Entstehung von Widerständen mitwirken.

### Der Umgang mit dem Widerstand
In der Psychoanalyse werden die Widerstände schrittweise auf ihre unbewussten Wurzeln zurückgeführt und dem Patienten gedeutet. Da eine häufige Quelle der Widerstände die Übertragungsbeziehung ist, nimmt die Analyse der Übertragungswiderstände dabei eine wichtige Rolle ein. Dadurch werden die unbewussten Mechanismen aus dem Dort und Damals in das Hier und Jetzt geholt und können in der therapeutischen Beziehung durchgearbeitet werden. Gelingt die Widerstandsanalyse, können die verdrängten Motive nach und nach integriert werden, womit zugleich die Behandlung selbst voranschreitet. Verschiedene Analytiker reagieren auf Widerstand unterschiedlich, was mit ihrem Charakter, bisherigen und vergangenen Beziehungen, sowie der Tagesform zusammenhängt.
Zachatias schlug 1967 vor, zunächst auf die Deutung des Widerstandes zu verzichten und sich auf die reine Beschreibung des Widerstandsverhaltens zu beschränken, was man als „deskriptiven Widerstandsbearbeitung“ bezeichnen könnte. Er folgt damit Freuds Anweisung, keine inhaltliche Deutung zu geben.
Karl König verwendete den Begriff „optimales Widerstandsniveau“, um zu verdeutlichen, dass es der Psychoanalyse nicht darum gehe, den Widerstand ihrer Patienten so gering wie möglich zu halten, sondern darum, ihnen zunehmende Umstrukturierungen zu ermöglichen, die sich schließlich unter allen zur Verfügung stehenden Kräften für jedes der verschiedenen Es-Belange einsetzen, anstatt dies triebhafte Begehren neurotisch ignorant vom Bereich der bewussten Realitätswahrnehmung fernzuhalten.
Uneinigkeit innerhalb der Psychoanalyse herrscht über die Frage, wann Widerstände zu deuten seien. So vertritt die auf Melanie Klein zurückgehende Ausrichtung die Auffassung, dass Widerstände sehr früh gedeutet werden müssen, insbesondere dann, wenn sie mit einer negativen Übertragung einhergehen und deshalb angsterzeugend sind. Durch die Deutung vermindert sich nach dieser Auffassung diese Angst.
Einigkeit besteht darin, dass die beziehungsregulierende Funktion des Widerstandes im Mittelpunkt stehen sollte, sowie darin, dass der angemessene Umgang mit den Widerständen stets vom Strukturniveau des Patienten bzw. dem aktuell bestehenden Regressionsniveau abhängt. Diese Auffassung geht u. a. auf Michael Balint zurück, der beschrieb, dass in bestimmten Phasen der Regression sprachliche Mitteilungen nicht als solche vom Patienten verstanden werden können.

## Widerstand in der Gestalttherapie
In der Gestalttherapie wird vor allem der Aspekt der kreativen Leistung des Patienten wahrgenommen, die im Widerstand zum Ausdruck kommt. Das Verhalten, das darin sichtbar wird, war und ist die beste Lösung im gegenwärtigen Augenblick oder in einer vergangenen Situation für den Patienten. Es erweist sich aus Sicht der Gestalttherapie also zunächst einmal als sinnvoll für den Patienten. Insofern geht die Gestalttherapie nicht davon aus, dass der Widerstand dem eigentlichen Interesse des Patienten zuwiderläuft und dass seine Auflösung oder Beseitigung das unmittelbare oder einzige Ziel sein müsse.
Alternativ werden in der Gestalttherapie die Begriffe Kontaktstörung und Kontaktunterbrechung gebraucht. Dabei gehe es nicht um einen Widerstand gegen Kontakt überhaupt, sondern gegen bestimmte Kontaktangebote, die vom Klienten als schädlich empfunden werden. Widerstand sei damit eine gesunde, wachstumsfördernde Haltung, die sich gegen ein Zuviel oder Zuwenig an Kontakt richten könne.
Widerstand kann u. a. eine Schutzmaßnahme darstellen, die bedeutsam ist.
Im Widerstand kommt häufig ein innerer Konflikt zum Ausdruck. Dieser Konflikt kann darin bestehen, dass das, was einmal eine Lösung war, zu einem späteren Zeitpunkt u. U. nicht mehr ausreicht, um gegenwärtige Situationen zu bewältigen, und dass nun neue Schritte gewagt werden müssen, zu der sich der Patient u. U, (noch) nicht in der Lage sieht.
In der gestalttherapeutischen Arbeit liegt der Schwerpunkt dann darauf, dieses Verhalten mehr (oder zum ersten Mal, falls es unbewusst geschieht) ins Bewusstsein zu bringen, und es zu erforschen. Es geht darum, die Bewusstheit des Patienten über sein Verhalten und sein Erleben zu vergrößern und zu vertiefen, einschließlich seiner Fähigkeit, etwas nicht zu wollen und Nein zu sagen.
In jedem Fall ist dies ein Ausgangspunkt für neue Lernschritte, wenn der Patient sie gehen kann und gehen will.
Die Gestalttherapie hebt hervor, dass es sich bei der Bezeichnung eines Verhaltens als „Widerstand“ um eine Zuschreibung des Therapeuten handelt, um einen Versuch seinerseits, sich zu erklären, warum der Patient bestimmte Angebote des Therapeuten nicht annimmt und bestimmte Schritte nicht vollzieht. Diese Sichtweise, die von der klassischen Psychoanalyse begründet wurde, beinhaltet aus der Perspektive der Gestalttherapie nun die Gefahr, dass der Therapeut sich an seinen eigenen Normen und Konzepten orientiert und Schuldzuschreibungen vornimmt, die ihn in eine Art Gegnerschaft zum Patienten setzen. Dies aber behindert aus Sicht der Gestalttherapie die Beziehung zwischen dem Therapeuten und dem Patienten.
Es gehört zu den Grundpositionen der Gestalttherapie, dass sich der Therapeut nicht als „überlegener Wissender“ versteht.

## Widerstand in der Verhaltenstherapie
In der Verhaltenstherapie wird Widerstand als Folge der Lernerfahrungen des Patienten oder mangelnder Kompetenz des Therapeuten betrachtet. In der frühen Verhaltenstherapie ist die Anwendung des Begriffes Widerstand vor allem als der Versuch von Seiten der Psychoanalyse aufgefasst worden, gegenüber stark strukturierten Patienten selbst Kontrolle auszuüben. Es wurde vorgeschlagen, dem Patienten zum Zwecke der ggf. im Anschluss zu erfolgenden Korrektur von Fehlinterpretation die Gelegenheit zu bieten, alle seine Ängste im Sinne einer „widerstandsmindernden Reihenfolge“ anzusprechen.

## Widerstand in der gesundheitsorientierten kognitiven Therapie
In der gesundheitsorientierten kognitiven Therapie werden einige Grundannahmen zum Widerstand ausgeführt, die durch einen Perspektivwechsel den Umgang mit dem Widerstand in der Behandlung erleichtern können. So wird formuliert, dass der Widerstand vor allem vom Therapeuten erzeugt werde, dass er eine Funktion in der therapeutischen Beziehung habe und dass er ein hilfreicher Hinweis dafür sei, dass etwas zu schnell oder in eine falsche Richtung gehe. Auch der Aspekt, dass der Klient mit dem Widerstand seinen eigenen Willen seine Kooperation, nur mit anderen Mitteln als wünschenswert und „funktional“ wäre, zeige.

## Widerstand in Hypnotherapie und NLP
Vor dem Hintergrund der spezifischen Behandlungstechnik der Hypnotherapie betont Milton H. Erickson die interpersonale Bedeutung des Widerstands gegenüber der intrapsychischen. Er beschreibt kommunikative und suggestive Techniken zur Vermeidung von Widerstand in der Hypnosebehandlung, etwa durch die Nutzung indirekter und Alternativen lassender Sprachmuster anstelle von direkten Suggestionen. Ferner führt der Möglichkeiten zur Utilisation und zur bewussten Provokation von Widerstand.
An die Sichtweise des Widerstands als interpersonales Phänomen anknüpfend wird im Neurolinguistischen Programmieren davon ausgegangen, dass durch die Etablierung eines Gleichschritts, der Patient in nahezu jedes veränderte Erleben und Verhalten geführt werden könne, ohne dass dadurch ein Widerstand erzeugt würde.

## Audio
- Cécile Loetz, Jakob Müller: Widerstand. Oder: Warum wir nicht wollen, was wir wollen. In: Rätsel des Unbewußten. Podcast zur Psychoanalyse und Psychotherapie (Folge 25).